# Müge Tan
Müge Tan (* 14. Oktober 1991 in Istanbul) ist eine türkische Schauspielerin.

## Leben und Karriere
Tan wurde am 14. Oktober 1991 in Istanbul geboren. Sie absolvierte ein Studium im Fach Betriebswirtschaft an der Sakarya-Universität. Ihr Debüt gab sie 1998 in der Fernsehserie Mercan Kolye. Anschließend spielte sie 2001 in Üvey Baba mit. 2010 bekam Tan in der Serie Elde Var Hayat eine Hauptrolle. 
Sie ist auch im Theater aktiv und trat in den Stücken Sekiz Kadın, Ahududu und Şerli Mahalle auf.

## Filmografie
Filme
- 2008: Adab-ı Muaşeret

Serien
- 1998: Mercan Kolye
- 1999: Küçük Besleme
- 2000: Kimyacı
- 2001: Üvey Baba
- 2005: Büyük Buluşma
- 2010: Elde Var Hayat
- 2011: Elde Var Hayat Sınav

## Theater
- 2018: Sekiz Kadın
- 2018: Ahududu
- 2018: Şerli Mahalle